# Lachnaceae
Lachnaceae is een familie van de Leotiomycetes, behorend tot de orde van Helotiales. Het typegeslacht is Lachnum.

## Kenmerken
De apothecia (vruchtlichamen) zijn bolvormig, komvormig of schijfvormig, zittend of op stengels met randen en zijkanten bedekt met haren. De buitenlaag is gemaakt van veelhoekige of prismatische cellen. Parafysen zijn draadvormig, lancetvormig of zelden cilindrisch. De asci zijn 8-sporig, cilindrisch-knotsvormig, amyloïde of inamyloïde. Ascosporen zijn bolvormig tot ellipsvormig tot draad- of worstvormig, met of zonder septa en hyaliene met guttules.

## Taxonomie
De familie Leotiaceae bestaat uit de volgende geslachten:
- Asperopilum (1)
- Belonidium (42)
- Brunnipila (9)
- Capitotricha  (6)
- Crucellisporiopsis  (4)
- Crucellisporium (3)
- Dasyscyphella (29)
- Erioscyphella (10)
- Incrucipulum (10)
- Lachnellula (47)
- Lachnopsis (2)
- Lachnum (288)
- Neodasyscypha (2)
- Perrotia (20)
- Proliferodiscus (9)
- Tubolachnum (2)
- Trichopeziza (82)